# Студений (пам'ятка природи)
Студе́ний — гідрологічна пам'ятка природи місцевого значення в Україні. Розташована на території Надвірнянського району Івано-Франківської області, на південний схід від села Микуличин.
Площа — 0,01 га, статус отриманий у 1993 році. Перебуває у віданні ДП «Делятинський лісгосп» (Микуличинське лісництво, квартал 20, виділ 15).